# Panaitan
Panaitan (Prinsen, o Isla del Príncipe; a veces también Isla de la Princesa) (1450 m) es una isla del estrecho de Sunda, entre Java y Sumatra, y en la provincia indonesia de Banten. Es la isla más grande del estrecho y está situada cerca del extremo más occidental de Java (Tanjung Layar). Al igual que el cercano Krakatoa, también es de origen volcánico, aunque no se conocen erupciones históricas. Al parecer, el nombre de "Isla del Príncipe" se debe a que la isla se consideraba propiedad de los príncipes javaneses. Administrativamente, la isla forma parte de la regencia de Pandeglang.
Panaitan no sufrió tanto la erupción del Krakatoa de 1883 como muchas otras islas de la zona; sólo las partes norte y este de la isla fueron golpeadas por los tsunamis, y posteriormente sólo se encontraron unos 55 cadáveres. Entre ellos había un hajji con permiso real para cortar leña y unos 50 ocupantes ilegales.
En las playas de la isla se producen múltiples olas de surf de categoría mundial. Tiene una superficie aproximada de 170 kilómetros cuadrados.
La isla de Panaitan forma parte del parque nacional de Ujung Kulon.